# Острув (Козеницький повіт)
Острув (пол. Ostrów) — село в Польщі, у гміні Маґнушев Козеницького повіту Мазовецького воєводства.
Населення — 99 осіб (2011).
У 1975-1998 роках село належало до Радомського воєводства.

## Демографія
Демографічна структура станом на 31 березня 2011 року:
|          | Загалом | Допрацездатний вік | Працездатний вік | Постпрацездатний вік |
| -------- | ------- | ------------------ | ---------------- | -------------------- |
| Чоловіки | 49      | 7                  | 37               | 5                    |
| Жінки    | 50      | 8                  | 27               | 15                   |
| Разом    | 99      | 15                 | 64               | 20                   |